# Gran Premio di Monaco 1984
Il Gran Premio di Monaco 1984 è stata la sesta prova della stagione 1984 del Campionato mondiale di Formula 1. Si è corsa domenica 3 giugno 1984 sul Circuito di Monte Carlo. La gara è stata vinta dal francese Alain Prost su McLaren-TAG Porsche; per il vincitore si trattò del dodicesimo successo nel mondiale. È stato preceduto sul traguardo dal brasiliano Ayrton Senna su Toleman-Hart e dal tedesco Stefan Bellof su Tyrrell-Ford Cosworth. In seguito alla scoperta di un'irregolarità tecnica della Tyrrell, Bellof venne squalificato, facendo così scalare tutti i piloti giunti dopo di lui di una posizione in graduatoria. Il terzo posto venne perciò assegnato al francese René Arnoux su Ferrari.
La gara venne interrotta, dopo solo 31 dei 77 giri previsti, per la forte pioggia che colpì il tracciato. Con 102,672 km rappresenta la terza gara più corta nella storia del mondiale di F1, dopo il Gran Premio d'Australia 1991 e il Gran Premio del Belgio 2021.
Il gran premio segnò anche il primo podio, in una gara valida per il campionato mondiale di F1, per Ayrton Senna, per la sua scuderia Toleman e per una vettura motorizzata Hart.

## Vigilia

### Sviluppi futuri
Dopo lunga incertezza, venne cancellato dal calendario il Gran Premio di Spagna, che si sarebbe dovuto tenere su un circuito cittadino a Fuengirola. Si fece largo l'ipotesi che la gara spagnola potesse essere tenuta sul tracciato francese del Paul Ricard che nella stagione non ospitava gare di F1. Successivamente si stabilì che la prova sarebbe stata recuperata il 21 ottobre, con una gara da effettuarsi sul Circuito di Estoril, quale Gran Premio del Portogallo.

### Aspetti tecnici
Le vetture motorizzate dalla Renault, ovvero oltre alla vettura della stessa Renault anche Ligier e Lotus, furono dotate di turbine Garrett, di diametro più piccolo che avrebbe dovuto garantire una minore inerzia. L'ELF portò un nuovo carburante per la Ligier. Anche la McLaren venne dotata di nuovi turbo per i suoi motori TAG Porsche, con un nuovo albero a camme. In realtà lo sciopero dei metalmeccanici in Germania Occidentale mise ancora una volta in dubbio la presenza del motorista; invece la presenza della BMW grazie al più alto numero di pezzi di ricambio, non venne mai messa in discussione. La Hart portò una nuova versione del suo motore, per la Toleman, che godeva di un sistema di controllo elettronico d'iniezione e di quattro iniettori per cilindro.
La Brabham modificò l'aerodinamica della BT53, in attesa di una nuova vettura, per cercare un maggiore afflusso dell'aria calda verso i pontoni posteriori. Questa modifica venne però bocciata dopo la prima sessione di qualifica. L'Alfa Romeo negò l'impiego di nuove turbine KKK, mentre l'Arrows affidò ancora la A7, a motore BMW, al solo Thierry Boutsen, riservando a Marc Surer la vecchia A6. All'Alfa giunse un nuovo tecnico, Tonti, in arrivo dal reparto corse della Lancia.

### Aspetti sportivi
Teo Fabi, impegnato nella CART nordamericana, cedette il volante della Brabham al fratello Corrado, che aveva corso l'intera stagione 1983 con l'Osella. La Renault confermò l'impiego di Derek Warwick, pur infortunatosi nella gara precedente.
La direzione di gara decise di non far effettuare la sessione di prequalifiche, che avrebbe eliminato un solo pilota. Alla gara, come al solito, vennero ammessi solo i migliori venti piloti delle qualifiche. L'ex pilota di F1 Jacky Ickx fu nominato come nuovo direttore di gara, al posto di Amédée Pavesi.
Nel 1983 la gara era stata messa in discussione in quanto gli organizzatori, ovvero l'Automobile Club de Monaco, avevano ceduto parte dei diritti televisivi al canale statunitense ABC, violando il Patto della Concordia, privando così la FISA e la FOCA della loro quota di diritti televisivi. Il gran premio venne reinserito nel calendario, per il 1984, solo dopo che l'ACM si era impegnato a rinunciare al contratto con l'ABC. Ciò non avvenne, e il 7 marzo 1984 la FISA inviò una protesta agli organizzatori, intimandoli di versare il 7,5% dei diritti televisivi raccolti nel 1983, prima della gara del 1984, e di rispettare il Patto della Concordia, al fine di essere ammessi al calendario, per il 1985. Poco prima della gara la questione venne portata dinanzi a un tribunale. L'avvocato dell'ACM affermò che il contratto con l'ABC era stato firmato grazie a una dispensa dal Patto della Concordia, e sarebbe durato, inizialmente fino al 31 dicembre 1984, data di scadenza del Patto della Concordia stesso. L'ACM aveva poi prolungato, all'inizio del 1983, il contratto televisivo fino al 1986, prima che FISA e FOCA prolungassero, a loro volta, il Patto della Concordia. Il giudice si disse incompetente della questione.

## Qualifiche

### Resoconto
Nella prima giornata di prove, al giovedì, il più rapido fu Michele Alboreto, che precedette Derek Warwick e Alain Prost. Il pilota della Scuderia Ferrari utilizzò una particolare strategia con gli pneumatici: prima utilizzando tre gomme morbide e una dura (al posteriore sinistro), poi sostituendo solo le gomme di sinistra, e, infine con altre due non utilizzate, invertendo le due gomme consumate. Con questa conformazione ottenne il tempo da primo posto. La gomma posteriore sinistra era la più sollecitata, e per questa ragione la Ferrari scelse di utilizzare la mescola più dura, così da garantire un maggior numero di giri.
L'altro ferrarista, René Arnoux, rovinò il giro con le tre gomme morbide e la sola dura con un testacoda, trovando poi traffico nel tentativo con 4 gomme morbide. Furono in gravi difficoltà le due Alfa Romeo, mentre più competitiva fu l'Osella, quattordicesima con Piercarlo Ghinzani. Manfred Winkelhock distrusse la sua ATS contro il guardrail. Il tedesco poté proseguire, nonostante una lesione ai legamenti della scapola, grazie all'interessamento del fisioterapista di Lauda.
Al sabato Alain Prost fece sua la pole position, abbassando il tempo dell'anno precedente di due secondi. Il francese entrò in pista a mezz'ora dalla fine delle prove e compì solo i tre giri necessari per far segnare un tempo. Fu la prima pole position per una vettura motorizzata TAG Porsche. La prima fila venne conquistata anche da Nigel Mansell, mentre le due Ferrari vennero relegate in seconda fila (con Arnoux che sopravanzò Alboreto di 2 millesimi), davanti alle due Renault. L'altro pilota della McLaren, Niki Lauda fu solo ottavo, rallentato da Mauro Baldi nel giro veloce. Alboreto, invece, ruppe la sospensione alla Santa Devota e dovette stabilire il tempo utilizzando il muletto.
Nelle qualifiche del sabato vi fu un brutto incidente per Martin Brundle che finì contro le barriere alla curva del Tabaccaio. Il pilota inglese, tra l'altro contuso, non riuscì a qualificarsi. Gli altri non qualificati furono i due piloti dell'Arrows, i due della RAM, Eddie Cheever dell'Alfa Romeo e Mauro Baldi della Spirit.

### Risultati
I risultati delle qualifiche furono i seguenti:
| Pos                     | N° | Pilota             | Costruttore           | Tempo    | Griglia |
| ----------------------- | -- | ------------------ | --------------------- | -------- | ------- |
| 1                       | 7  | Alain Prost        | McLaren-TAG Porsche   | 1'22"661 | 1       |
| 2                       | 12 | Nigel Mansell      | Lotus-Renault         | 1'22"752 | 2       |
| 3                       | 28 | René Arnoux        | Ferrari               | 1'22"935 | 3       |
| 4                       | 27 | Michele Alboreto   | Ferrari               | 1'22"937 | 4       |
| 5                       | 16 | Derek Warwick      | Renault               | 1'23"237 | 5       |
| 6                       | 15 | Patrick Tambay     | Renault               | 1'23"414 | 6       |
| 7                       | 26 | Andrea De Cesaris  | Ligier-Renault        | 1'23"578 | 7       |
| 8                       | 8  | Niki Lauda         | McLaren-TAG Porsche   | 1'23"886 | 8       |
| 9                       | 1  | Nelson Piquet      | Brabham-BMW           | 1'23"918 | 9       |
| 10                      | 6  | Keke Rosberg       | Williams-Honda        | 1'24"151 | 10      |
| 11                      | 11 | Elio De Angelis    | Lotus-Renault         | 1'24"426 | 11      |
| 12                      | 14 | Manfred Winkelhock | ATS-BMW               | 1'24"473 | 12      |
| 13                      | 19 | Ayrton Senna       | Toleman-Hart          | 1'25"009 | 13      |
| 14                      | 22 | Riccardo Patrese   | Alfa Romeo            | 1'25"101 | 14      |
| 15                      | 2  | Corrado Fabi       | Brabham-BMW           | 1'25"290 | 15      |
| 16                      | 5  | Jacques Laffite    | Williams-Honda        | 1'25"719 | 16      |
| 17                      | 25 | François Hesnault  | Ligier-Renault        | 1'25"815 | 17      |
| 18                      | 20 | Johnny Cecotto     | Toleman-Hart          | 1'25"872 | 18      |
| 19                      | 24 | Piercarlo Ghinzani | Osella-Alfa Romeo     | 1'25"877 | 19      |
| 20                      | 4  | Stefan Bellof      | Tyrrell-Ford          | 1'26"117 | 20      |
| Vetture non qualificate |    |                    |                       |          |         |
| NQ                      | 17 | Marc Surer         | Arrows-Ford Cosworth  | 1'26"273 | NQ      |
| NQ                      | 3  | Martin Brundle     | Tyrrell-Ford Cosworth | 1'26"373 | NQ      |
| NQ                      | 23 | Eddie Cheever      | Alfa Romeo            | 1'26"471 | NQ      |
| NQ                      | 18 | Thierry Boutsen    | Arrows-BMW            | 1'26"514 | NQ      |
| NQ                      | 10 | Jonathan Palmer    | RAM-Hart              | 1'27"458 | NQ      |
| NQ                      | 21 | Mauro Baldi        | Spirit-Hart           | 1'28"360 | NQ      |
| NQ                      | 9  | Philippe Alliot    | RAM-Hart              | 1'29"576 | NQ      |

## Gara

### Resoconto
Sul circuito monegasco, fin dalla mattina, si abbatté un violento temporale. La partenza venne ritardata prima di 20 minuti, poi di 45 minuti, in attesa di un miglioramento del tempo; i piloti, per bocca di Niki Lauda, dopo il giro di ricognizione, chiesero che il tunnel fosse bagnato, per evitare troppa differenza con l'asfalto del resto del tracciato.
Al via Alain Prost mantenne il comando, seguito da Nigel Mansell e René Arnoux; alla Sainte Devote, Derek Warwick, per evitare Arnoux,  finì contro le barriere; più dietro, proprio il compagno di scuderia di Warwick, Patrick Tambay, finì contro la Renault del britannico; Riccardo Patrese ed Elio De Angelis rimasero bloccati dalle due Renault e furono costretti a fermarsi, per far manovra.
Entrambi i piloti della Renault ne uscirono malconci. Warwick scese dalla sua vettura zoppicando mentre Tambay venne portato via in barella dai commissari, e, una volta in infermeria, gli venne riscontrata la frattura di un perone, causata da una sospensione che nell'impatto aveva bucato la scocca. Prost guidava la corsa seguito da Mansell, Arnoux, Michele Alboreto, Niki Lauda e Keke Rosberg. Il pilota della Tyrrell, Stefan Bellof, si portò, già al termine del terzo giro, al decimo posto, dopo essere partito ventesimo.
Al quarto giro Lauda infilò Alboreto al tornante Loews, portandosi in quarta posizione. Due giri dopo, sulla salita del Beaurivage, Lauda riuscì a superare anche l'altra Ferrari di Arnoux. Al nono giro Alboreto fu autore di un testacoda alla prima curva; rimasto fermo, poté ripartire, ma solo dopo un minuto, grazie all'aiuto dei commissari. Il pilota milanese si ritrovò ultimo.
All'undicesimo giro Corrado Fabi rimase fermo in pista, all'altezza della curva del Portier; un commissario tentò di spingerlo in pista, ma il sopraggiungente Prost non lo vide e lo colpì ad una gamba: fortunatamente il commissario non riportò danni gravi; tutto questo andò a vantaggio di Nigel Mansell che riuscì a passare il francese. Nello stesso giro Senna montò troppo bruscamente su un cordolo, presso la chicane del porto, danneggiando la sospensione anteriore destra. Il brasiliano riuscì comunque, in pochi giri, a sorpassare sia Rosberg che Arnoux.
Al giro 16 Nigel Mansell, al comando della corsa, a metà della salita del Beaurivage perse il controllo della sua Lotus a causa dell'aquaplaning e sbatté contro il guard-rail. Mansell cercò di continuare con l'alettone posteriore piegato, ma al Mirabeau venne superato da Prost; il britannico si girò nuovamente, ripartì e si fermò pochi metri dopo al tornantino. Bellof intanto sopravanzò Winkelhock, guadagnando il sesto posto.
Al giro 19 Senna superò anche Niki Lauda, portandosi in seconda posizione. Proseguì la sua rimonta anche Bellof che, al ventunesimo giro, passò Rosberg, all'uscita del Tunnel. Al giro 23 Manfred Winkelhock fu costretto all'abbandono, dopo un contatto con Rosberg.
Il giro seguente alla curva del Casino Niki Lauda compì un testacoda, toccò il marciapiede e ruppe una sospensione. Ciò portò Arnoux e Bellof a lottare per il terzo posto, col tedesco che provò a superare Arnoux, sulla salita del Beaurivage. Bellof ritentò al Mirabeau, riuscendo a passarlo, dopo aver montato su un cordolo.
La pioggia si faceva sempre più intensa. Senna continuava a recuperare terreno su Prost, arrivando a ridurre il distacco a soli sette secondi. Al trentunesimo giro, al passaggio sulla zona dell'arrivo, Prost chiese, a gesti, di interrompere la gara. Un giro dopo il direttore di gara, Jacky Ickx, interruppe la corsa, con la bandiera rossa, nel momento in cui Senna sorpassava il battistrada Alain Prost. Ickx espose anche quella nera, che costringeva i piloti a fermarsi ai box. A fianco del belga era però presente un commissario di gara, con la bandiera a scacchi. La confusione fu grande, con molti team convinti che la gara sarebbe ripresa.
La gara, invece, non continuò, e la classifica venne stilata sulla base dei risultati del giro 31. Prost vinse per la dodicesima volta nel mondiale, mentre sia Senna che Bellof ottennero il primo podio nel mondiale di F1. A seguito dei fatti del Gran Premio di Detroit, il tedesco sarà escluso dalla graduatoria, portando così René Arnoux al terzo posto. Solo la metà dei punti venne assegnata, per la prima volta dal Gran Premio d'Austria 1975, non essendo stato coperto il 75% della distanza prevista.

### Risultati
I risultati del gran premio furono i seguenti:
| Pos | Nº | Pilota             | Costruttore           | Giri | Tempo/Ritiro             | Pos. Griglia | Punti |
| --- | -- | ------------------ | --------------------- | ---- | ------------------------ | ------------ | ----- |
| 1   | 7  | Alain Prost        | McLaren-TAG Porsche   | 31   | 1h01'07"740              | 1            | 4.5   |
| 2   | 19 | Ayrton Senna       | Toleman-Hart          | 31   | + 7"446                  | 13           | 3     |
| SQ  | 4  | Stefan Bellof      | Tyrrell-Ford Cosworth | 31   | Squalificato             | 20           |       |
| 3   | 28 | René Arnoux        | Ferrari               | 31   | + 29"077                 | 3            | 2     |
| 4   | 6  | Keke Rosberg       | Williams-Honda        | 31   | + 35"246                 | 10           | 1.5   |
| 5   | 11 | Elio De Angelis    | Lotus-Renault         | 31   | + 44"439                 | 11           | 1     |
| 6   | 27 | Michele Alboreto   | Ferrari               | 30   | + 1 giro                 | 4            | 0.5   |
| 7   | 24 | Piercarlo Ghinzani | Osella-Alfa Romeo     | 30   | + 1 giro                 | 19           |       |
| 8   | 5  | Jacques Laffite    | Williams-Honda        | 30   | + 1 giro                 | 16           |       |
| Rit | 22 | Riccardo Patrese   | Alfa Romeo            | 24   | Sterzo                   | 14           |       |
| Rit | 8  | Niki Lauda         | McLaren-TAG Porsche   | 23   | Testacoda                | 8            |       |
| Rit | 14 | Manfred Winkelhock | ATS-BMW               | 22   | Testacoda                | 12           |       |
| Rit | 12 | Nigel Mansell      | Lotus-Renault         | 15   | Testacoda                | 2            |       |
| Rit | 1  | Nelson Piquet      | Brabham-BMW           | 14   | Problemi elettrici       | 9            |       |
| Rit | 25 | François Hesnault  | Ligier-Renault        | 12   | Problemi elettrici       | 17           |       |
| Rit | 2  | Corrado Fabi       | Brabham-BMW           | 9    | Problemi elettrici       | 15           |       |
| Rit | 20 | Johnny Cecotto     | Toleman-Hart          | 1    | Testacoda                | 18           |       |
| Rit | 16 | Derek Warwick      | Renault               | 0    | Collisione con P.Tambay  | 5            |       |
| Rit | 15 | Patrick Tambay     | Renault               | 0    | Collisione con D.Warwick | 6            |       |
| Rit | 26 | Andrea De Cesaris  | Ligier-Renault        | 0    | Incidente                | 7            |       |
| NQ  | 17 | Marc Surer         | Arrows-Ford Cosworth  |      |                          |              |       |
| NQ  | 3  | Martin Brundle     | Tyrrell-Ford Cosworth |      |                          |              |       |
| NQ  | 23 | Eddie Cheever      | Alfa Romeo            |      |                          |              |       |
| NQ  | 18 | Thierry Boutsen    | Arrows-BMW            |      |                          |              |       |
| NQ  | 10 | Jonathan Palmer    | RAM-Hart              |      |                          |              |       |
| NQ  | 21 | Mauro Baldi        | Spirit-Hart           |      |                          |              |       |
| NQ  | 9  | Philippe Alliot    | RAM-Hart              |      |                          |              |       |

## Classifiche

### Piloti
| Pos. | Pilota            | Punti |
| ---- | ----------------- | ----- |
| 1    | Alain Prost       | 28,5  |
| 2    | Niki Lauda        | 18    |
| 3    | René Arnoux       | 15    |
| 4    | Derek Warwick     | 13    |
| 5    | Elio De Angelis   | 13    |
| 6    | Keke Rosberg      | 11,5  |
| 7    | Michele Alboreto  | 9,5   |
| 8    | Patrick Tambay    | 8     |
| 9    | Ayrton Senna      | 5     |
| 10   | Nigel Mansell     | 4     |
| 11   | Eddie Cheever     | 3     |
| =    | Riccardo Patrese  | 3     |
| 13   | Andrea De Cesaris | 3     |
| =    | Thierry Boutsen   | 3     |

### Costruttori
| Pos. | Team                 | Punti |
| ---- | -------------------- | ----- |
| 1    | McLaren-TAG Porsche  | 46,5  |
| 2    | Ferrari              | 24,5  |
| 3    | Renault              | 21    |
| 4    | Lotus-Renault        | 17    |
| 5    | Williams-Honda       | 11,5  |
| 6    | Alfa Romeo           | 6     |
| 7    | Toleman-Hart         | 5     |
| 8    | Ligier-Renault       | 3     |
| 9    | Arrows-Ford Cosworth | 3     |

## Decisioni della FISA
Il 18 luglio la FISA multò Jacky Ickx di 6.000 dollari per aver interrotto la gara, senza aver avvisato i commissari sportivi. Inoltre venne deciso di ritirare al belga la licenza da direttore di corsa. Ickx denunciò per diffamazione il presidente della FISA, Balestre.
A seguito delle indagini compiute sulle monoposto della Tyrrell, al termine del Gran Premio di Detroit, la Federazione scoprì che sulle vetture inglesi, durante la gara, veniva effettuato un rabbocco di un liquido contenente pallini di piombo, liquido che serviva per arricchire l'aria immessa sui tromboncini di aspirazione, al fine di ritardare la detonazione del motore, rendendo così possibile l'utilizzo di un maggior rapporto di compressione, ottenendo una maggiore potenza. In una riunione del 18 luglio 1984, la FISA decise di escludere la Tyrrell dalle rimanenti gare del campionato del mondo, e cancellò tutti i punti ottenuti fino al momento della squalifica. Venne deciso che i punti attribuiti ai piloti della scuderia britannica non sarebbero stati assegnati. Le vetture proseguirono a partecipare al campionato, fino al Gran Premio d'Olanda, ma la loro partecipazione fu sub judice. La squalifica della Tyrrell venne confermata dal Tribunale d'Appello della FISA, dopo una riunione del 29 agosto. La scuderia venne esclusa dai successivi gran premi.
Il 9 ottobre la FISA decise di rideterminare le classifiche di tutte le gare, fino a quel momento disputate, facendo scalare in graduatoria tutti i piloti classificatisi alle spalle dei piloti della Tyrrell. Ciò portò a una redistribuzione dei punti, in quanto Stefan Bellof era giunto terzo; la sua squalifica portò sul podio René Arnoux, mentre scalò quarto Keke Rosberg, quinto Elio De Angelis e sesto Michele Alboreto. L'altro pilota della scuderia, Martin Brundle, non si era qualificato per la gara.

## Polemiche dopo la gara
Ayrton Senna, che dopo la conclusione della corsa aveva alzato le braccia in aria convinto della vittoria, protestò coi commissari di gara, reclamando contro la decisione di interromperla. Anche René Arnoux criticò la decisione, affermando che, una volta partiti, il gran premio avrebbe dovuto essere condotto fino al raggiungimento delle due ore; invece Jacques Laffite, un altro pilota francese, salutò favorevolmente la decisione a causa delle impossibili condizioni del tracciato.
La Federazione Automobilistica Brasiliana imputò al direttore di gara Jacky Ickx un legame commerciale con la Porsche, motorista della McLaren. Inoltre si imputò alla direzione di gara la volontà di concludere il gran premio prima della fine del collegamento col satellite televisivo.
Ickx si difese affermando: